# Echyra denisae
Echyra denisae är en skalbaggsart som beskrevs av Marc Lacroix 1997. Echyra denisae ingår i släktet Echyra och familjen Melolonthidae. Inga underarter finns listade i Catalogue of Life.